# Андреа Тагверкер
Андреа Тагверкер  (нім. Andrea Tagwerker, 23 жовтня 1970) — австрійська саночниця, олімпійська медалістка.

## Виступи на Олімпіадах
| Олімпіада        | Дисципліна       | Місце |
| ---------------- | ---------------- | ----- |
| Калгарі 1988     | одиночний розряд | 12    |
| Альбервіль 1992  | одиночний розряд | 7     |
| Ліллехаммер 1994 | одиночний розряд | 3     |
| Нагано 1998      | одиночний розряд | 5     |